# Tour of Marmara
Die Tour of Marmara (dt. Marmara-Rundfahrt) ist ein türkisches Straßen-Radrennen.
Das Etappenrennen wurde erstmals im Oktober 2010 in der Marmararegion ausgetragen, nachdem es ursprünglich für eine Austragung im September vorgesehen war, und stellte damit den Auftakt der UCI Europe Tour 2011 dar. Die zweite Austragung ist 2011 erneut für den September vorgesehen, womit die Ergebnisse zweier Austragungen des Wettbewerbs in die Wertung der Europe Tour 2011 einfließen werden. Das Rennen ist in die Kategorie 2.2 eingeordnet.

## Siegerliste
- 2010  Kemal Küçükbay
- 2011  Ali Rıza Tanrıverdi